# クイズ大捜査線
『クイズ大捜査線』（クイズだいそうさせん）は、SNK（旧社）が1991年にリリースしたネオジオのクイズゲームである。
続編の『クイズ迷探偵NEO&GEO クイズ大捜査線パート2』も翌1992年に発売された。
両作品とも携帯電話向けアプリとしても配信されている。

## 概要
クイズシティーで起こる数々の事件を探偵「ネオ・マクドナルド」と「ジオ・ケンタッキー」の2人が解決していくというストーリーで、4択に答えていくことでストーリーが進行していく。
クイズの出題ジャンルは『クイズ大捜査線』では「ノンセクション」「アニメ」「スポーツ」「文学・歴史」「芸能・音楽」「映画」の6つで、『クイズ迷探偵NEO&GEO』では「ゲーム」「車・バイク」「アダルト」「政治・経済」「雑学」が追加された。
登場人物は『クイズ大捜査線』ではハリウッドスターをはじめ海外著名人、『クイズ迷探偵NEO&GEO』では日本の芸能人をモデルにした人物が多い。また残り時間の減少とともに敵が指を折ってカウントダウンされ、間違ったら笑われるという演出がある。
『クイズ大捜査線』には「ストーリーモード」以外に正解時の残り時間に応じてマスを進み、途中イベントを経て財宝探索をするインディ・ジョーンズ風の「すごろくモード」もある。当時のネオジオの大容量メガや3次元立体サウンド機能なるスフェロシンフォニーを多用した演出となっている。
出題形式は『クイズ大捜査線』では電光掲示板のように右から左へ文字が流れてきて、語尾に「?」がついたところからカウントが始まる方式で、出題中に解答できる早押しができたが、それを逆手に取った「長崎名物といえば・・・・・・・チャンポンですが、」という引っ掛け問題もある。なお、『クイズ迷探偵NEO&GEO』では他のクイズゲームのように問題が最後まで読み上がらないと解答できないようになった。
また両作品とも「ラッキー!この問題は正解です。」というオマケ問題が共通して出題されている。
なおストーリーモードは『クイズ大捜査線』では誘拐された少女を捜査するアクション・サスペンス編と国家の陰謀に巻き込まれるホラー編、『クイズ迷探偵NEO&GEO』では「時を越えた愛」と「宇宙からの依頼人」がそれぞれ2つずつ用意されている。

## クイズの種類
通常の4択クイズ以外にも、4択に加え制限が設けられるクイズなど、本作ではさまざまなクイズがある。
パネルめくりクイズ
16枚のパネル（4ジャンル×4段階の難易度）の中から1枚を選び、そのパネルの問題が出題される。正解すると、選んだパネルの難易度（1～4）と同数のノルマが減り、8個減らせばクリア。
ビンゴクイズ
ジャンルの書かれた、3×3のパネルの中から1枚を選択、そのジャンルの問題が出題される（挑戦できるのは1枚につき1回のみ）。正解ならマスは赤く点灯し、不正解ならマスは消灯されてしばらくの間選択できなくなる。赤く点灯したマス縦・横・斜めに1列揃えるとクリア。
連打クイズ
通常の4択クイズと同じ。ただし、選んだ選択肢のボタンを一定回数連打しないと、解答した事にならない。よって、連打数が足りずに時間切れになると、正解のボタンを押していても不正解扱いとなる。
アップダウンクイズ
正解なら1段階上昇、不正解なら1段階降下する。5段目で正解するとクリア。1段目（初期位置）で間違えても何も起こらず、クイズはそのまま続行する。なおこのクイズでゲームオーバーになった場合、巨大生物に食われる展開となる。『クイズ大捜査線』では、どちらかが頂上に上がれば勝ってライフが貰えるという対戦方式。
スロットクイズ
『クイズ迷探偵NEO&GEO』から登場。出題前にスロットを止め（目押しもできる）、出題される問題のジャンル・難易度・選択肢の数を決めてから、クイズに答える。ただし、「777」が揃うとその段階でクイズは終了、即クリアとなる。
格闘クイズ
通常の4択クイズと同じ。ただし演出として、正解なら相手を殴り、逆に間違えると殴られる演出がある。ノルマは6問（3問×2人分）。『クイズ迷探偵NEO&GEO』のみに登場。
1分間クイズ
1分間の制限時間で、ノルマ数の問題の正解を目指す。問題は通常の四択の場合と、YES-NOクイズの2パターンがある。ここでのクイズ成績が後のストーリー展開に影響することが多い。『クイズ迷探偵NEO&GEO』のみに登場。
間違い探しクイズ
1分間以内に、16分割された左右の絵を見比べて、違う部分が含まれている8ヶ所を当てる。これも『クイズ迷探偵NEO&GEO』のみに登場。これも成否によってストーリーに影響を及ぼす。

## 登場人物
主人公である2人は共に当時の開発スタッフがモデルになっている。『クイズ大捜査線』のパッケージや『クイズ迷探偵NEO&GEO』のインストではネオが青のスーツ、ジオがオレンジのジャケットを着用しているファッションだったが、ゲーム中では変更されている。
なお、『クイズ大捜査線』ではネオとジオはどちらの台詞であってもテキストでは『ネオジオ』と表記されており、また一人称の違いや口調の違い等も特にない。
ネオ・マクドナルド
1Pキャラクター。一人称は「俺」。伝説のクイズ秘宝「ナーゾ」を求める旅の道中でライバルになったジオと意気投合し、コンビを組む。直情的な熱血漢タイプでお金儲けに目がない。趣味は射撃、サバイバルゲーム、カーレース。愛車はフォルクスワーゲン・ビートル（黄）。
『クイズ大捜査線』では25歳。白のスーツ上下に緑のシャツ、白ネクタイ、茶の革靴を着用。
数年前を描いた「スゴロクモード」では赤のベストに白シャツを着用している。
『クイズ迷探偵NEO&GEO』では27歳。白のスーツ上下はそのままで、赤のランニングシャツに変更されている。
ジオ・ケンタッキー
2Pキャラクター。一人称は「僕」。冒険の最中、ネオと出会ったのがきっかけで共同経営者という形で探偵事務所を開業。ネオとは反対にクールな頭脳派でネオの型破りな行動を抑えるのが役目。趣味は推理小説、アドベンチャーゲーム、パズル。眼鏡を着用している。
『クイズ大捜査線』では24歳。青地のスタジアムジャンパーに白シャツ、ジーパン、スニーカーを着用。
「スゴロクモード」では青のベスト以外はネオと共通しているところがみられるが、裸眼である。
『クイズ迷探偵NEO&GEO』では26歳。腕まくりのGジャン以外は特に変更点がみられない。

### 物語上の主な重要人物
括弧内はモデルとなっている人物
- ジョージ（マイケル・J・フォックス）
- ジェームズ・ライアン博士（ショーン・コネリー）
- ストレイカー（ダスティン・ホフマン）
- マフィアのボス（ジャック・ニコルソン）
- 婦人警官（レスリー・イースターブルック）
- ダッソー（クリント・イーストウッド）
- 香港マフィア（丹波哲郎）
- 大統領（マーロン・ブランド）
- 幽霊（藤田まこと）
- 忍者（千葉真一）
- 徳左衛門博士（森繁久弥）
- 徳左衛門博士（青年期）（織田裕二）
- 加納（嶋田久作）
- 大家（田中邦衛）
- 殺人鬼（ジェイソン・ボーヒーズ〈『13日の金曜日』シリーズ〉）
- タイムパトロール（『あぶない刑事』）
- 麗子の父（勝新太郎）
- 刑事（高品格）
- 占い師（宜保愛子）
- マジェスティック12のリーダー（稲川淳二）

ほか多数

## 関連作品
- ザ・キング・オブ・ファイターズシリーズ
  - ザ・キング・オブ・ファイターズ2000 - 対戦型格闘ゲーム。本作のネオ&ジオが、隠しコマンドで出現するマニアックストライカー（援護攻撃キャラクター）として登場する。
  - クイズ キング・オブ・ファイターズ - 1995年2月1日にSNKの下請けである「ザウルス」からMVSで発売された『クイズ迷探偵NEO&GEO』の続編である。クイズシティーを舞台にしており、テリー・ボガードや覇王丸などといったSNK格闘ゲームの看板キャラクターがプレイヤーや出題者として登場するが、ネオとジオは出ていない。